# Veľká Lesná
Veľká Lesná (in ungherese Kristályfalu, in tedesco Reichwald) è un comune della Slovacchia facente parte del distretto di Stará Ľubovňa, nella regione di Prešov.